# طبقات الحفاظ (كتاب)
كتاب طبقات الحفاظ لجلال الدين السيوطي كتاب في التراجم لحفاظ العلم النبوي وتقسيمهم إلى طبقات.

## الكتاب
قسم الكتاب إلى أربع وعشرين طبقة، ذكر في:
- الطبقة الأولى من الصحابة ورأسها أبو بكر الصديق.
- الطبقة الثانية كبار التابعين ورأسها علقمة بن قيس.
- الطبقة الثالثة الطبقة الوسطى من التابعين ورأسها هو الحسن البصري.
- الطبقة الرابعة وهي صغار التابعين.

ثم ذكر في الطبقات الآخري الأئمة بعد التابعين وحفاظ العلم النبوي حتي ذكر في
الطبقة الرابعة والعشرين.

## كتب مشابهة
تذكرة الحفاظ للذهبي.